# Никольское (Советский район)
Нико́льское — село в Советском районе Алтайского края. Административный центр Никольского сельсовета.

## География
Расположено в 10 км юго-западнее райцентра Советское и в 30 км к северу-востоку от города Белокуриха, на реке Поперечная, в предгорьях Алтая, высота над уровнем моря около 200 метров. С востока и юго — востока село окружено сопками: 1-я (~ 290 м), 2-я (330 м) и 3-я (310м). Разведаны запасы гранита, глины, песка.
Село Никольское расположено на стыке двух физических стран — Западно-Сибирской равнины и Алтая — Саян. С восточной и южной сторон — Салаирский кряж и предгорья Алтая, с запада и юга — Приобское плато и Бийско-Чумышская возвышенность. Через село протекает река Поперечная. Почвы — чернозёмы обыкновенные и выщелоченные.
Климат
Климат в районе села континентальный, формируется в результате частой смены воздушных масс, поступающих из Атлантики, Арктики, Восточной Сибири и Средней Азии. Абсолютная годовая амплитуда температуры воздуха достигает 90—95 °C. Среднегодовые температуры — положительные, 0,5—2,1 °С Средние максимальные температуры июля +26…+28 °C, экстремальные достигают +40…+42 °C. Средние минимальные температуры января −20… −24 °C, абсолютный зимний минимум −50… −55 °C. Безморозный период продолжается около 120 дней. Годовое количество атмосферных осадков — 450 мм. Благодаря наличию горного барьера к на юго-востоку от села господствующий западно-восточный перенос воздушных масс приобретает юго-западное направление. В летние месяцы часты северные ветры. В 20—45 % случаев скорость ветров юго-западного и западного направлений превышает 6 м/с. В зимние месяцы в периоды с активной циклонической деятельностью отмечаются метели, повторяемость которых 30—50 дней в году.
- Среднегодовая температура воздуха — 2,9 °C
- Относительная влажность воздуха — 70,8 %
- Средняя скорость ветра — 2,1 м/с

| Среднесуточная температура воздуха в Никольском по данным NASA | Среднесуточная температура воздуха в Никольском по данным NASA | Среднесуточная температура воздуха в Никольском по данным NASA | Среднесуточная температура воздуха в Никольском по данным NASA | Среднесуточная температура воздуха в Никольском по данным NASA | Среднесуточная температура воздуха в Никольском по данным NASA | Среднесуточная температура воздуха в Никольском по данным NASA | Среднесуточная температура воздуха в Никольском по данным NASA | Среднесуточная температура воздуха в Никольском по данным NASA | Среднесуточная температура воздуха в Никольском по данным NASA | Среднесуточная температура воздуха в Никольском по данным NASA | Среднесуточная температура воздуха в Никольском по данным NASA | Среднесуточная температура воздуха в Никольском по данным NASA |
| Янв                                                            | Фев                                                            | Мар                                                            | Апр                                                            | Май                                                            | Июн                                                            | Июл                                                            | Авг                                                            | Сен                                                            | Окт                                                            | Ноя                                                            | Дек                                                            | Год                                                            |
| −15,3 °C                                                       | −13,4 °C                                                       | −7,0 °C                                                        | 3,9 °C                                                         | 13,3 °C                                                        | 17,7 °C                                                        | 20,3 °C                                                        | 17,8 °C                                                        | 11,2 °C                                                        | 3,8 °C                                                         | −6,7 °C                                                        | −12,4 °C                                                       | 2,9 °C                                                         |
| -------------------------------------------------------------- | -------------------------------------------------------------- | -------------------------------------------------------------- | -------------------------------------------------------------- | -------------------------------------------------------------- | -------------------------------------------------------------- | -------------------------------------------------------------- | -------------------------------------------------------------- | -------------------------------------------------------------- | -------------------------------------------------------------- | -------------------------------------------------------------- | -------------------------------------------------------------- | -------------------------------------------------------------- |

| Показатель | Янв.  | Фев.  | Март  | Апр. | Май  | Июнь | Июль | Авг. | Сен. | Окт. | Нояб. | Дек.  | Год   |
| --- | ----- | ----- | ----- | ---- | ---- | ---- | ---- | ---- | ---- | ---- | ----- | ----- | ----- |
| Абсолютный максимум, °C | 6,0   | 7,4   | 17,4  | 33,7 | 36,0 | 38,0 | 41,0 | 38,8 | 34,8 | 28,4 | 16,8  | 10,8  | 41,0  |
| Средний суточный максимум, °C | −11,2 | −8,7  | −1,5  | 9,4  | 18,9 | 23,8 | 26,1 | 23,6 | 17,7 | 9,0  | −1,7  | −8,8  | 8,2   |
| Средняя температура, °C | −16,2 | −14,5 | −7,4  | 3,8  | 12,5 | 17,6 | 19,9 | 17,1 | 11,1 | 3,5  | −6,2  | −13,4 | 2,5   |
| Средний суточный минимум, °C | −22,4 | −21,2 | −14,2 | −2,1 | 5,3  | 10,6 | 13,3 | 10,6 | 4,7  | −1,6 | −11,1 | −19   | −3,8  |
| Абсолютный минимум, °C | −54,8 | −47,8 | −40   | −25  | −6,5 | −1,4 | 3,5  | 0,2  | −7,8 | −21  | −38,9 | −43,9 | −51,8 |
| Норма осадков, мм | 34    | 28    | 19    | 43   | 50   | 55   | 42   | 50   | 43   | 48   | 38    | 37    | 489   |
| Источник: Никольское, Российская Федерация. Архив климатических данных. Дата обращения: 31 мая 2013. Архивировано 15 мая 2012 года. |       |       |       |      |      |      |      |      |      |      |       |       |       |

## История
Основано в 1923 г. В 1928 году посёлок Никольский состоял из 97 хозяйств, основное население — русские. В административном отношении являлось центром Никольского сельсовета Смоленского района Бийского округа Сибирского края.

## Население
| 1926 | 1997 | 1998 | 1999 | 2000 | 2001 |
| ---- | ---- | ---- | ---- | ---- | ---- |
| 760  | ↗864 | ↘841 | ↗844 | ↘804 | ↗825 |
| 2002 | 2003 | 2004 | 2005 | 2006 | 2007 |
| ↘822 | ↗859 | ↗863 | ↗870 | ↘865 | ↘843 |
| 2008 | 2009 | 2010 | 2011 | 2012 | 2013 |
| ↘823 | ↘756 | ↗781 | ↘775 | ↘761 | ↘746 |

Национальный состав
Согласно результатам переписи 2002 года, в национальной структуре населения русские составляли 92 %.